# Ourik
L'Ourik (en russe : Урик) est une rivière de Russie qui coule dans l'oblast d'Irkoutsk en Sibérie orientale. C'est un affluent de la Bolchaïa Belaïa en rive droite, donc un sous-affluent de l'Ienisseï par la Bolchaïa Belaïa puis par l'Angara.

## Géographie
Le bassin versant de l'Ourik a une superficie de 3 300 km2 (surface de taille équivalente à celle du département français du Rhône ou encore un peu moindre que celle du canton suisse de Vaud).
Son débit moyen à l'embouchure est de 41 m3/s. La rivière présente des crues annuelles en été, de juin à août. La période d'étiage se déroule en hiver. 
L'Ourik naît sur le versant septentrional des monts Saïan orientaux. Il coule en règle générale en direction du nord-est. Son cours comporte de nombreux méandres. Il se jette dans la Bolchaïa Belaïa en rive droite au niveau de la petite localité d'Inga.
L'Ourik est habituellement pris par les glaces depuis la deuxième quinzaine d'octobre ou la première quinzaine de novembre, jusqu'à la fin du mois d'avril ou au début du mois de mai.

## Hydrométrie - Les débits mensuels à Chankhar
L'Ourik est un cours d'eau abondant, mais irrégulier. Son débit a été observé pendant 34 ans (entre 1957 et 1990) à Chankhar, localité située à 16 kilomètres de sa confluence avec la Bolchaïa Belaïa et à 571 mètres d'altitude. 
À Chankhar, le débit interannuel moyen ou module observé sur cette période était de 40,3 m3/s pour une surface de drainage de 3 230 km2, soit la quasi-totalité du bassin versant de la rivière.
La lame d'eau écoulée dans ce bassin versant se monte ainsi à 394 millimètres par an, ce qui peut être considéré comme élevé. 
Rivière alimentée avant tout par les précipitations abondantes de la saison estivale, l'Ourik est un cours d'eau de régime pluvial qui présente deux saisons. 
Les hautes eaux se déroulent de la fin du printemps au début de l'automne, du mois de juin au mois de septembre inclus, avec un sommet en juillet-août. Le bassin bénéficie de précipitations abondantes surtout en été, particulièrement sur les hauts sommets, où les précipitations hivernales ne sont pas négligeables. Les pluies expliquent que le débit de juillet à septembre soit bien soutenu. En septembre puis octobre, le débit de la rivière baisse assez rapidement, ce qui mène à la période des basses eaux. Celle-ci a lieu de novembre à avril inclus et correspond à l'hiver et aux puissantes gelées qui s'étendent sur toute la région. Mais la rivière conserve généralement durant la période des basses eaux un certain débit. 
Le débit moyen mensuel observé en mars (minimum d'étiage) est de 3,66 m3/s, soit à peine 3,5 % du débit moyen du mois de juillet maximum de l'année (117 m3/s), ce qui témoigne de l'amplitude importante des variations saisonnières. Sur la durée d'observation de 34 ans, le débit mensuel minimal a été de 1,98 m3/s (mars 1974), tandis que le débit mensuel maximal s'élevait à 214 m3/s (août 1967).
En ce qui concerne la période libre de glace (de juin à septembre inclus), le débit minimal observé a été de 38,4 m3/s en septembre 1977, ce qui restait fort appréciable.  